# 44. Międzynarodowy Festiwal Filmowy w Wenecji
44. Międzynarodowy Festiwal Filmowy w Wenecji odbył się w dniach 29 sierpnia – 9 września 1987 roku.
Jury pod przewodnictwem greckiej aktorki Irini Papas przyznało nagrodę główną festiwalu, Złotego Lwa, francuskiemu filmowi Do zobaczenia, chłopcy w reżyserii Louisa Malle'a. Drugą nagrodę w konkursie głównym, Nagrodę Specjalną Jury, przyznano szwedzkiemu filmowi Hip hip hurra! w reżyserii Kjella Grede.
Honorowego Złotego Lwa za całokształt twórczości otrzymali włoski reżyser Luigi Comencini oraz amerykański reżyser Joseph L. Mankiewicz.

## Członkowie jury

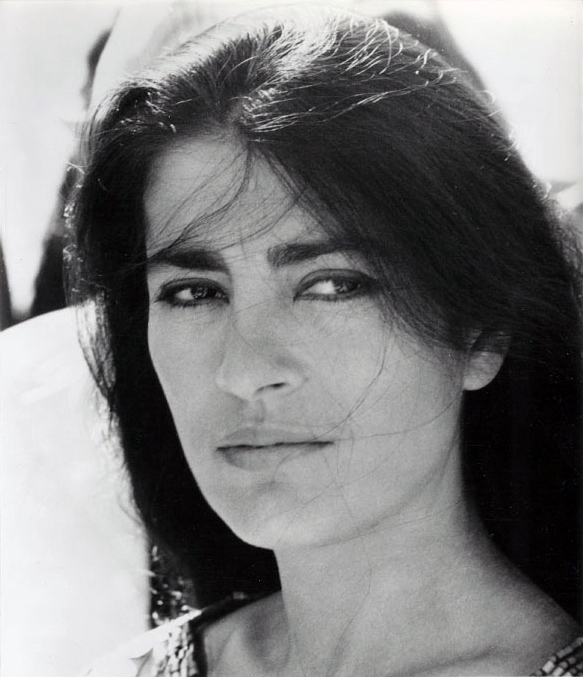
Przewodnicząca jury konkursu głównego Irini Papas

### Konkurs główny
- Irini Papas, grecka aktorka − przewodnicząca jury[3][1]
- Sabine Azéma, francuska aktorka
- John Bailey, amerykański operator filmowy
- Anja Breien, norweska reżyserka
- Ana Carolina, brazylijska reżyserka
- Beatriz Guido, argentyńska pisarka i scenarzystka
- Carlo Lizzani, włoski reżyser
- Károly Makk, węgierski reżyser
- Siergiej Sołowjow, rosyjski reżyser
- Vittorio Storaro, włoski operator filmowy
- Michael York, brytyjski aktor
- Regina Ziegler, niemiecka producentka filmowa